# Рувозеро
Рувозеро — пресноводное озеро на территории Кестеньгского сельского поселения Лоухского района Республики Карелии.
Является частью Иовского водохранилища.

## Общие сведения
Площадь озера — 42,6 км², площадь водосборного бассейна — 14600 км². Располагается на высоте 72,0 метров над уровнем моря.
Форма озера лопастная, продолговатая: оно более чем на двадцать километров вытянуто с юго-запада на северо-восток. Берега изрезанные, преимущественно возвышенные, скалистые, местами заболоченные.
Через озеро течёт река Ковда, впадающая в Белое море. Также с запада впадает река Пать.
В озере более трёх десятков безымянных островов различной площади.
Населённые пункты и автодороги вблизи водоёма отсутствуют.
Код объекта в государственном водном реестре — 02020000511102000000987.